# Morovis (Morovis)
Morovis es un barrio-pueblo ubicado en el municipio de Morovis en el estado libre asociado de Puerto Rico. En el Censo de 2010 tenía una población de 895 habitantes y una densidad poblacional de 4936,59 personas por km².

## Geografía
Morovis se encuentra ubicado en las coordenadas 18°19′34″N 66°24′29″O / 18.32611, -66.40806. Según la Oficina del Censo de los Estados Unidos, Morovis tiene una superficie total de 0.18 km², que corresponden a tierra firme.

## Demografía
Según el censo de 2010, había 895 personas residiendo en Morovis. La densidad de población era de 4936,59 hab./km². De los 895 habitantes, Morovis estaba compuesto por el 88.72 % blancos, el 5.81 % eran afroamericanos, el 0.11 % eran amerindios, el 1.12 % eran asiáticos, el 0.22 % eran isleños del Pacífico, el 1.9 % eran de otras razas y el 2.12 % pertenecían a dos o más razas. Del total de la población el 98.55 % eran hispanos o latinos de cualquier raza.